# Nu Caeli
Nu Caeli (18 Caeli) é uma estrela dupla na direção da constelação de Caelum. Possui uma ascensão reta de 04h 50m 16.18s e uma declinação de −41° 19′ 15.6″. Sua magnitude aparente é igual a 6.06. Considerando sua distância de 171 anos-luz em relação à Terra, sua magnitude absoluta é igual a 2.47. Pertence à classe espectral F1III-IV.